# Срби на Косову и Метохији
Срби на Косову и Метохији су припадници српског народа на подручју Аутономне Покрајине Косово и Метохија у Републици Србији. Према подацима из 2014. има их око 100.000, од којих половина живи на северу Косова и Метохије, а остали у другим крајевима покрајине. После Албанаца, Срби чине највећу етничку заједницу на територији КиМ (8%).
Током 6. и 7. века, у склопу досељавања Словена, на просторе Косова и Метохије доселили су се Срби. Средњовековне српске државе, Кнежевина Србија (7—10. век) и Српска држава Војислављевића (11. век) обухватале су делове територије Косова и Метохије, док су преостали простори у састав Великожупанске Србије (11. век — 1217) ушли за време владавине Стефана Немање, оставши потом у саставу потоњих српских држава, Краљевине Србије (1217—1346) и Српског царства (1346—1371), односно Кнежевине Србије и Српске деспотовине, све до 1455. када је целокупно подручје КиМ потпало под власт Османског царства.
Најзначајнијим догађајем из средњовековне историје Срба на просторима КиМ сматра се Косовска битка (1389), а српска народна традиција и савремена српска историографија сматрају подучје КиМ политичким, верским и културним језгром средњовековне српске државе, пошто је седиште Српске архиепсикопије крајем 13. века из Жиче пренето у Пећки манастир, који је 1346. године постао седиште Српске патријаршије. На простору Косова и Метохије Срби су подигли и обновили приближно 1.300 манастира, црква и црквишта од 12. века, у најмање 1.000 насеља.
Током периода османске власти (1455—1912) положај српског становништва на просторима Косова и Метохије постепено се погоршавао. Средином 16. века обновљена је Српска патријаршија са седиштем у Пећи, која је на подручју КиМ имала три епархије: Хвостаску, Призренску и Липљанску.
Крајем 17. века, за време Бечког рата (1683—1699) хабзбуршка војска је 1689. продрла на подручје КиМ што је довело до одметања Срба од османске власти, а потом и до Велике сеобе Срба (1690) из тих области. Тиме је означен почетак демографског опадања српског народа на тим просторима и све интензивнијег насељавања Арбанаса широм КиМ. Укидањем Српске патријаршије (1766) нанет је додатни ударац српском народу на тим просторима.
Након стварања Кнежевине Србије почетком 19. века, временом је дошло до успостављања просветних и других веза са косовско-метохијским Србима. У исто време, простор КиМ је због тамошњег историјског наслеђа из епохе Немањића све више почео да се сматра „колевком српске цивилизације”, док је због некадашњег седишта Српске патријаршије у Пећи називан и „српским Јерусалимом”. Подручје КиМ припојено је Краљевини Србији, а делимично и Краљевини Црној Гори тек 1912. године, након Првог балканског рата који је окончан протеривањем вековне османске власти са тих простора, чиме је започео нови период у историји косовско-метохијских Срба.
Под влашћу Краљевине Србије (1912—1918) и потоње Краљевине СХС/Југославије (1918—1941) започет је процес модернизације друштвених односа на просторима КиМ. Након 1918. тамошњим Србима-староседеоцима придружили су се у склопу процеса колонизације и новодосељени Срби из других области, који су знатним делом били потомци старих српских породица, исељених са подручја КиМ током ранијих сеоба. У истом периоду, дошло је до оснивања или обнове разних српских просветних и културних установа и организација на просторима КиМ.
Након Другог светског рата (1945), створена је Аутономна Косовско-метохијска Област (АКМО) у саставу тадашње Народне Републике Србије. Уздизањем АКМО на степен аутономне покрајине (1963) наступио је период убрзаног погоршавања положаја српског народа на тим просторима. Назив „Метохија” избачен је 1968. из званичног назива покрајине, која се од тада називала „САП Косово”. У покрајинском руководству превагу је временом однела албанска сепаратистичка струја, што је након немира на Косову (1981) довело до погоршања у српско-албанским односима. Доношењем уставних амандмана из 1989. године тај процес је привремено заустављен, а новим Уставом Србије из 1990. године, покрајини је враћен изворни назив: „Косово и Метохија”.
Након рата на Косову и Метохији (1999) и мартовског погрома (2004), велики број Срба прогнан је са подручја КиМ или је пострадао од стране екстремиста, док је српска културно-историјска баштина на тим просторима била изложена систематском разарању и присвајању. Иако је 2008. дошло до једностраног проглашења независнсти Косова, највећи део косовско-метохијских Срба остао је привржен држави Србији и њеним преосталим институцијама на подручју КиМ. Више од половине српског становништва Косова и Метохије пре 1999. (226.000), укључујући 37.000 Рома, 15.000 балканских муслимана (укључујући Ашкалије, Бошњаке и Горанце), и 7.000 других неалбанских цивила протерано је у остале делове Србије и Црне Горе по завршетку рата на Косову и Метохији. Према Бриселском споразуму из 2013. предвиђено је оснивање Заједнице српских општина, самоуправног удружења општина са већинским српским становништвом.

## Терминологија
Уобичајени називи за српску заједницу на Косову и Метохији су „Срби Косова и Метохије” (Срби на Косову и Метохији, Срби са Косова и Метохије) или „косовско-метохијски Срби” (косметски Срби, Срби на Космету, Срби са Космета). У регионалном смислу, Срби са подручја Косова су познати и као „косовски Срби” или Срби Косовци, док су Срби са подручја Метохије познати као „метохијски Срби” или Срби Метохијци. Облик Косовари сматра се правописно неправилним.

## Историја
Историја косовско-метохијских Срба може се поделити на три основна периода: средњовековни, нововековни и савремени.

### Средњовековни период
Током позноримског и рановизантијског периода, подручје Косова и Метохије припадало је античкој провинцији Дарданији, која је током 6. и 7. века у неколико наврата била похарана од стране Авара и Словена. Дотадашњи становници — романизовани Дарданци, махом су избегли са тог подручја или су одведени у аварско ропство. У склопу тадашњег словенског досељавања на Балканско полуострво, у областима Косова и Метохије настанили су се Срби.
Током 9. века, дошло је до постепене експанзије Прве бугарске државе према западу, услед чега су под бугарску власт потпали и оближњи градови Ниш и Скопље. На основу тога се претпоставља да је и подручје Косова са Липљаном у приближно исто време потпало под бугарску власт. Након пропасти бугарске државе (969—971) и успостављања визанстијске власти у Скопљу и Расу за време владавине цара Јована I Цимискија (969—976), целокупно подручје Косова са Липљаном и Метохије са Призреном потпало је под власт Цариграда, а у покореним српским областима установљен је византијски Катепанат Рас.
Византијска власт је из тих области била потиснута у време ширења Самуиловог царства (976—1018), али је затим обновљена, око 1018. Потом је 1019. установљена византијска Охридска архиепископија, под чију су надлежност потпале и епископије на подручју Косова и Метохије — Липљанска и Призренска.
Иако су током већег дела 11. и 12. века били под византијском влашћу, косовски и метохијски Срби су у неколико наврата били захваћени ширим устанцима и борбама између српских држава и Византије. За време великог словенског устанка против византијске власти (1072), у рат за ослобођење укључила се и суседна српска држава Војислављевића, а том приликом је управо у Призрену обављено и проглашење дукљанског кнежевића Бодина за цара. Иако је византијска власт недуго потом обновљена, српски велики жупан Вукан је крајем 11. века држао Звечан, а извршио је и продор преко Косова и Метохије према Скопљу, заузевши том приликом и Липљан.
На самом почетку владавине великог жупана Стефана Немање (1166—1196), оснивача династије Немањића, овом подручју се одиграла битка код Пантина у којој је Немања однео победу над супарницима, учврстивши се на великожупанском престолу. Након смрти византијског цара Манојла I Комнина (1180), Немања је запосео целу територију данашњег Косова и Метохије, али део тих области је након склапања мира са Византијом (1190) морао да врати под царску власт.
Немањин син и наследник Стефан Првовенчани (1196—1202, 1203—1227) успео је да доврши ослобођење целокупног косовско-метохијског подручја, са Липљаном и Призреном, потиснувши са тих простора не само византијске већ и бугарске претензије. пошто је под својом влашћу ујединио готово све српске земље (осим Босне), Стефан се прогласио за краља, добивши 1217. и признање краљевске титуле. У исто време, Стефанов брат — архимандрит Сава, успео је 1219. да издејствује установљење аутокефалне Српске архиепископије, са седиштем у манастиру Жича. У њен састав су ушле и обе епископије на косовско-метохијском подручју, Липљанска (Косово) и Призренска (Метохија), док је у северном делу Метохије, у области званој Хвосно, установљен Пећки метох, где ће касније током 13. века бити премештено и седиште Српске архиепископије.
У периоду од 13. до 15. века, подручје Косова и Метохије било је централна област српске државе Немањића и њихових наследника. Током 14. века, у Приштини се налазио владарски двор, док је Призрен био једна од владарских престоница. Српски краљ и цар Стефан Душан засновао је манастир Светих Архангела код Призрена (1342—1352). У том периоду и неколико других манастира на просторима Косова и Метохија обдарено је значајним поседима. Стефан Душан је 1342. примио византијског цара-претендента Јована VI Кантакузина у Приштини. Када је Краљевина Србија прерасла у Српско царство, Српска архиепископија са седиштем у Пећи је 1346. уздигнута на степен Патријаршије.
Након смрти цара Душана крајем 1355, започео је период опадања Српског царства за време владавине цара Стефана Уроша (1355—1371). Делови Косова и Метохије временом су потпали под непосредну власт Урошевог савладара, српског краља Вукашина Мрњавчевића (1365—1371), док је други део потпао под власт великашке породице Војиновића. Војска Мрњавчевића је 1369. управо на Косову поразила војску Војиновића и њихових савезника.
Након погибије Мрњавчевића у Маричкој бици 26. септембра 1371. и смрти цара Уроша крајем исте године, српску краљевску круну је примио Вукашинов син Марко, који није успео да сачува власт над деловима Косова и Метохије, пошто је зетски господар Ђурађ I Балшић већ током 1372. заузео Призрен и Пећ. Источни део косовског Поморавља постао је посед кнеза Лазара, док се у централним областима косова учврстила породица Бранковића.
Османско царство је извршило инвазију на област под влашћу кнеза Лазара 28. јуна 1389, у Косовској бици код Приштине, на Газиместану. Српску војску је предводио кнез Лазар који је био на чеку војске од 12.000—30.000 људи против османске војске од 27.000—40.000 људи. Лазар је погинуо у борби, а живот је изгубио и султан Мурат I, за кога се верује да га је убио српски витез Милош Обилић. Исход битке се сматра нерешеним, а нови султан Бајазит I морао је да се повуче да би учврстио своју моћ. Вук Бранковић се истакао као локални господар данашњег Косова и Метохије, иако је повремено био османски вазал, између 1392. и 1395.
Још једна Косовска битка догодила се 1448, између угарских трупа које је подржавао Ђурађ Кастриот Скендербег на једној страни и османских трупа које је подржавала династија Бранковића. Скендербегове трупе на путу да помогну Јовану Хуњадију зауставиле су трупе Бранковића, који је био османски вазал. Мађарски регент Јанош Хуњади изгубио је битку после дводневне борбе, али је у суштини зауставио напредовање Османлија ка северу. Године 1455. јужни крајеви Српске деспотовине поново су нападнути, а област Косова и Метохије је коначно освојила Османско царство и укључила га у османски административни систем. У Приштини и Вучитрну, центрима земље Бранковића, 1455. су изграђени нови замкови.

### Нововековни период
Након коначног освајања Косова и Метохије (1455), српски народ је на тим просторима потпао под непосредну власт Османског царства, које је у запоседнутим областима успоставило нову административну структуру. Тада су основани и нови санџаци: Вучитрнски (за централни део Косова), Призренски и Пећки (за јужну и северну Метохију), док је област северозападно од Звечана накнадно ушла у састав новоствореног Босанског санџака (1463).
Најважнија установа српског народа под османском влашћу била је Српска патријаршија са седиштем у Пећи, која се након смрти патријарха Арсенија II (1463) нашла у тешком положају, што је довело до упражњености патријаршијског трона. На то су се потом надовезале и претензије суседне Охридске архиепископије, чему је отпор покушао да пружи смедеревски митрополит Павле, који је око 1528. изабран за српског патријарха, али се није одржао на том положају. Борба за обнову Српске патријаршије у Пећи успешно је кончана 1557, избором новог српског патријарха Макарија, који је био рођак тадашњег османског везира Мехмед-паше Соколовића. Поред патријархове епархије са седиштем у Пећком манастиру, СПЦ је у то време на просторима Косова и Метохије имала и епархије: Хвостанску (за северни део Метохије), Призренску (за јужни део Метохије) и Липљанску (за централни део Косова), док је северни део био у саставу Рашке епархије.
Успостављањем османске власти на просторима Косова и Метохије започет је и процес исламизације хришћанског становништва и претварања црквених објеката у џамије. Тако је крајем 16. века срушен манастир Светих Архангела код Призрена, а од манастирског материјала изграђена је Синан-пашина џамија у Призрену. Масовна исламизација Албанаца током турске власти битно је одредила даљи ток српско-албанских односа. Албанци су током турске власти вршили разне видове насиља према Србима и били су верски нетолерантни. Насиља и злочини Албанаца била су стална током читавог 18. и 19. века и нарочито су интензивирана након Прве призренске лиге. Инострани путописци и посетиоци, највише из Италије и Ватикана, оставили су записе о насиљу и злочинима Албанаца над Србима и другим хришћанима.  Simpliciano Bizozeri у књизи La Sacra Lega Contro La Potenza Ottomana наводи да су Турци и Албанци једнако убијали све цивиле, без обзира на пол и старост.
Током Бечког рата (1683—1699), хабзбуршке снаге су 1689. године уз помоћ српских устаника ослободиле највећи део Рашке, Косова и Метохије од османске власти, али већ током наредне 1690. године дошло је до великог османског противудара и постепеног повлачења хабзбуршке војске са тих простора. Тиме је била подстакнута Велика сеоба Срба са простора Метохије, Косова и Рашке, на челу са српским патријархом Арсенијем III. Пред османским снагама и помоћним арбанашким и татарским одредима, који су приликом наступања вршили похаре и одмазде, велики део српског становништва се са поменутих подручја повукао према северу, све до Београда, а потом даље према угарским областима, све до Сетандреје. Тиме је означена прва велика прекретница у демографској историји Косова и Метохије, пошто је управо након велике сеобе Срба дошло до интензивнијег насељавања Арбанаса на тим просторима.
Тај процес је додатно подстакнут током потоњих ратова. За време хабзбуршко-османског рата (1716—1718), турска власт је протерана из северних српских области, чиме је створена хабзбуршка Краљевина Србија (1718—1739), док су простори Косова и Метохије остали под османском влашћу, што је допринело даљем исељавању Срба, а потом је током хабзбуршко-османског рата (1737—1739) и дошло до друге велике сеобе Срба са рашких и косовско-метохијских простора. Тиме је српски елеменат на подрујима Косова и Метохије додатно ослабио, уз истовремено јачање арбанашког присуства.
Услед демографских промена и све интензивнијих турских и арбанашких притисака, дошло је до осиромашења црквених установа и слабљења Српске патријаршије, која је 1766. године укинута, чиме је положај православних Срба на просторима Косова и Метохије знатно погоршан. Тамошње српске епархије су тада потпале под надлежност Цариградске патријаршије, која је за владике најчешће постављала фанариоте, чија је делатност по правилу била фокусирана на прикупљање црквених прихода. Управо у то време, током 18. века, услед разних притисака дошло је до поновног интензивирања исламизације међу косовско-метохијским Србима. Иако је мањи део исламизованих Срба задржао свој српски идентитет (Срби муслимани), знатан део је временом био захваћен процесом постепене албанизације, која је узела додатног маха током 19. века.
Током Првог српског устанка (1804—1813), Срби из северних делова Косова и Метохије су вршили припреме за прикључивање устанку, што је осујећено пристизањем додатних османских снага и мобилизацијом помоћних албанских јединица. Иако је ширење устанка спречено, османско насиље је довело до тога да је знатан број Срба ипак пребегао у устаничку Србију како би се придружио тамошњој борби против османске власти. Клименти су били једино албанско племе које је у потпуности подржавало српске побуњенике.
Након стварања аутономне Кнежевине Србије (1815) и њеног проширивања према јужним и источним областима путем прикључења шест нахија (1833), наступила је нова геополитичка реалност у којој је постојање обновљене српске државе од стране османских власти и арбанашких првака доживљавно као потенцијална опасност, што се одражавало и на положај српског народа у областима под непосредном османском влашћу. Због својих веза са Кнежевином Србијом, косовско-метохијски Срби су били изложени додатним притисцима у разним областима друштвеног живота, тако да је отежана била чак и културно-просветна помоћ коју је Кнежевина Србија упућивала косовско-метохијским Србима у циљу отварања савремених школа, читаоница и других културних установа. Тим поводом је 1868. године у Београду основан и Одбор за српске школе и учитеље у Старој Србији и Македонији, преко кога је слата помоћ српским штолама и учитељима на Косову и Метохији. Додатне невоље проистицале су из непостојања српске јерархије на тим просторима, пошто су Рашко-призренском епархијом током највећег дела 19. века управљали фанариоти, а то стање је промењено тек 1896. године, када је за новог рашко призреског владику постављен Србин Дионисије (Петровић).
Током српско-османских ратова (1876—1878), дошло је до знатног погоршања положаја српског народа на косовско-метохијским и другим просторима Старе Србије. За време и непосредно након поменутих ратова, напади на косовско-метохијске Србе били су веома учестали, а локални арбанашки прваци са простора Косова и Метохије су оптужени за протеривање око 150.000 Срба са тог подручја, док су над преосталим српским становништвом спровођени разни облици притисака и насиља.
Стварањем Косовског вилајета почетком 1877. године, дошло је до реорганизације османске управе на подручју КиМ. Првобитно седиште вилајета била је Приштина, а након 1888. године Скопље. У то време, на косовско-метохијским просторима постојала су три санџака: Приштински, Призренски и Пећки, а најсевернији део налазио се у саставу Новопазарског санџака. У међувремену је 1878. године дошло до осамостаљења Кнежевине Србије, чиме је граница између Срба у независној Србији и српског народа у областима под османском влашћу постала међудржавна. Тиме је положај косовско-метохијских Срба додатно погоршан, што је дошло до посебног изражаја након стварања Призренске лиге, албанске националне организације која је тежила ка стварању Велике Албаније. Иако су српски народни и црквени прваци са простора КиМ настојали да развијају добре односе са локалним османским властима, у пракси се показало да османски државни апарат није био у стању да заведе ред на том подручју, првенствено због самовоље локалних албанских првака. Срби из Гњилана писали су Берлинском конгресу 18. јуна 1878. са жалбом да су Албанци опљачкали и разрушили Манастир Св. Архангела у Бинчу, убили калуђера Василија, манастире Светог Илије и Свете Богородице покрали и опустошили а калуђере побили. Цркве у Гњилану су покрали, иконе разбили а од одежди сашили хаљине женама. Стојан Новаковић је са позиције посланика у Цариграду водио преписку са министром иностраних дела Османског царства Тефик-пашом у циљу да се спречи насиље Албанаца над хришћанима и светињама. Новаковић је наводио да су у периоду од неколико месеци 1898. Албанци извршили преко четири стотине злочина: убистава, паљења, разбојништва, скрнављења храмова, силовања, отмица, пљачки и насилне промене вере.  У ноти од октобра 1898. министар спољних послова Тефик-паша наводи да су оптужбе против Албанаца и муслимана неосноване.
Током послењих деценија 19. века и на почетку 20. века, Срби са Косова и Метохије су и даље били изложени притисцима и прогонима, услед чега је долазило до све интензивнијег расељавања становништва. На жалбе представника Срба, турске власти су углавном одговарале пасивно или су стајале на албанску страну. Иако се очекивало да ће оснивање конзулата Краљевине Србије у Приштини 1889. године довести до побљшања, суштински напредак је изостао. Године 1901. Албанци су извршили извршили масакре над Србима на северу Косова и Метохије и у Приштини. Неки историчари наводе да су аустроугарски емисари били активни у подручјима где су Срби и Албанци коегзистирали, намерно изазивајући сукобе и поделе између два народа како би унапредили политичке интересе и утицај своје државе.
У склопу османског „милетског” система за груписање етнорелигијских заједница, православни Срби су и даље убрајани у званично признати „румски милет”, који је обихватао и православне Грке. Иако су се српски народни и црквени прваци залагали за стварање „српског милета”, те иницијативе нису добиле подршку османских власти. тек након Младотурске револуције (1908) створена је Српска демократска лига у Отоманској царевини, као стожерна политичка организација османских Срба. На првим османским парламентарним изборима, који су одржани исте године, три српска посланика изабрана су у Представнички дом: Сава Стојановић (Приштина), Александар Парлић (Скопље) и Јанићије Димитријевић (Витољ), док је Темко Поповић (Охрид) изабран за сенатора. Потом је сазвана и Прва скупштина Срба у Османском царству, која је одржана у фебруару 1909. године у Скопљу, тадашњем главном граду Косовског вилајета. У свим тим политичким збивањима, активну улогу су имали и српски народни и црквени прваци са простора КиМ.

### Модерни период
Током 1912. године, Краљевина Србија и Краљевина Црна Гора извршиле су припреме за заједничко протеривање османске власти са простора Косова и Метохије. Током Првог балканског рата, Србија и Црна Гора су у међусобном садејству успеле да током јесени 1912. године ослободе подручја Рашке, Косова и Метохије, као и знатан део Вардарске Македоније. У наставку дејстава, српска војска је запосела и знатан део албанског подручја, све до Драча, док је Црна Гора након тешких борби запосела Скадар. У међувремену је у Валони проглашено стварање албанске државе, чији је настанак признат Лондонским споразумом (1913). По слову међународних споразума, највећи део доатадашњег Косовског вилајета припао је Србији, а док је северни део Метохије припао Црној Гори. Српски народ са простора Косова и Метохије поздравио је успостављање нове државне власти као ослобођење, док је знатан део албанског становништва ту промену доживео као окупацију. У склопу Краљевине Србије, особођено подручје подељено је на округе и срезове, уз постепено увођење у живот новог правног поретка.

#### Први светски рат и прва Југославија
Током Првог светског рата, српска војска је крајем 1915. године са простора Косова и Метохије одступила према Албанији, чиме је избегла опкољавање од стране Централних сила, које су на окупираним подручјима Србије и Црне Горе успоставиле војну управу. Том приликом, простори Косова и Метохије подељени су на две зоне: аустроугарска окупација успостављена је у северним деловима Косова и црногорским деловима Метохије, док је бугарска окупација успостављена у централним деловима Косова и јужним деловима Метохије. За време окупације, положај косовско-метохијских Срба био је изузетно тежак, пошто су се аустроугарске и бугарске власти ослањале на радикалне елементе међу локалним албанским првацима. Услед ратних разарања и похара, током окупације је пострадао знатан број српских црквених и других споменика на просторима КиМ.
У јесен 1918. године, српска војска је ослободила просторе Косова и Метохије, потиснувши снаге Централних сила, а потом је уследило и прво уједињење, пошто се Црна Гора крајем новембра 1918. године прикључила Краљевини Србији, чиме је простор Метохије изнова обједињен. Потоњим стварањем Краљевине Срба, Хрвата и Словенаца, која је проглашена 1. децембра 1918. године, отпочело је ново раздобље у историји косовско-метохијских Срба. Период Краљевине СХС/Југославије (1918—1941) обележили су покушаји модернизације на просторима КиМ, првенствено у градским срединама, што је довело до напредовања грађанског слоја и постепене изградње српске друштвене елите на тим просторима. У демографском смислу, настављено је постепено смањањивање удела српског становништва и повећање броја Албанаца. Године 1929. подручје Косова и Метохије је раздељено између три бановине: Зетске, Моравске и Вардарске.

#### Други светски рат
Након слома Краљевине Југославије у априлу 1941. године, силе Осовине су поделиле територију КиМ. Окупациона управа нацистичке Немачке успостављена је на северу Косова (око Косовске Митровице), чиме се тај простор нашао у оквиру немачке војне управе у Србији, док је бугарска окупација успостављена у источним деловима Косова (око Гњилана). Преостали (центрани) део Косова, заједно са Метохијом, нашао се под окупацијом фашистичке Италије, која је те области прикључила својој марионетској творевини - фашистичкој Албанији (декрет од 12. августа 1941. године).
За време окупације становништво је било изложено протеривању, интернацији, присилном раду, мучењу, уништавању приватне имовине, одузимању земље и стоке, уништавању и оштећивању манастира, цркава, културно-историјских споменика и гробља. Било је таласа насиља над Србима у неким периодима, попут априла 1941, јуна 1942. и септембра 1943, као и континуираних притисака на различите начине. Цивили су слани у логоре и затворе које је основала италијански, немачки и бугарски окупатори и албанска заједница. Протеривање Срба показало се проблематичним, пошто су они обављали важне функције у региону и водили већину предузећа, млинова, кожара и јавних предузећа, и били одговорни за већину корисне пољопривредне производње. Већину ратних злочина починили су Вулнетари („добровољци”), Бали Комбетар и СС дивизија Скендербег. Дивизија Скендербег била је познатија по убиствима, силовањима и пљачкама на претежно српским подручјима него по учешћу у борбеним операцијама у корист немачких ратних напора. Најтежи положај Срба био је у италијанској (албанској) зони. Велики део српског становништва протеран је или приморан да побегне да би преживео. Према проценама Србије, број протераних је око 100.000: око 40.000 из италијанске окупационе зоне, 30.000 из немачке зоне и 25.000 из бугарске зоне. Процењује се да је током Другог светског рата на Косову убијено 10.000 Срба и Црногораца.

#### Друга Југославија
Након ослобођења у јесен 1944. године и стварања нове Југославије (1945), створена је Аутономна косовско-метохијска област (АКМО) у саставу у Србије. Успостављањем територијалне аутономије на тим просторима, нове власти су покушале да реше отворена политичка и друштвена питања, уз формално прокламовање начела равноправности свих народа. У пракси, нове власти су забраниле повратак протераних српских колониста, тако да је успостављање аутономије најише погодовало косовско-метохијским Албанцима, поготово након уздизања АКМО на степен аутономне покрајине (1963). Након политичког заокрета (1966), положај косовско-метохијских Срба почео је додатно да се погоршава, а уставном реформом из 1968. године појам Метохија избачен је из званичног назива покрајине, која се од тада звала САП Косово. Новом политичком реформом (1974), САП Косово је добило знатно ширу аутономију у односу на СР Србију, укључујући и сопствену уставну и законодавну власт.
Након 1974. године, ојачале су тежње албанских политичких првака ка уздизању Косова на степен федералне јединице, односно "седме републике" у оквиру Југославије, што би у пракси значило издвајање из састава Србије, док су најекстремнији елементи тежили ка потпуној независности путем отцепљења не само од Србије, већ и Југославије. То је довело до додатног погоршања политичког положаја косовско-метохијских Срба и њиховог даљег исељавања, на шта се надовезало и све израженије повећање броја Албанаца, код којих је стопа наталитета била изузетно висока, тако да је удео српског становништва на просторима КиМ наставио да се смањује.
Због директног и индиректног психофизичког насиља, до 1961. је дошло до етничког чишћења 338 насеља, која су остала без српског становништва а до 1981. ово стање је проузроковано у 606 насеља.
Избијањем албанских немира на Косову (1981), додатно је погоршан положај косовско-метохијских Срба, пошто је велики део албанске политичке и друштвене елите интензивирао своје захтеве да се САП Косово одвоји од СР Србије и постане "седма република" унутар Југославије. Иако је руководство СФРЈ предузело низ мера у циљу стабилизације стања на Косову, временом је дошло до додатног погоршања међутеничких односа, услед чега су косовско-метојхијски Срби током 1987. и 1988. године покренули низ политичких акција у циљу упознавања шире југословенске јавности са њиховим тешким положајем. Тиме је покренут процес који је у марту 1989. године довео до усвајања уставних амандмана, којима су оснажене надлежности СР Србије над аутономним покрајинама, након чега је поводом обележавања 600. годишњице Косовске битке дошло до великог скупа на Газиместану, који је одржан 28. јуна 1989. године, уз учешће неколико стотина хиљада грађана, махом Срба. Доношењем новог Устава Србије (1990), појам Метохија је враћен у назив покрајине, која се од тада поново звала: Аутономна Покрајина Косово и Метохија.

### Распад Југославије и рат на Косову и Метохији
Након Дејтонског споразума 1995, Ослободилачка војска Косова (ОВК), албанска паравојна организација која је тражила одвајање Косова и Метохије и евентуално стварање Велике Албаније, почела је с нападима на српске цивиле и званичне државне органе. Спроводила је бомбардовање полицијских станица и владиних зграда, убијање припадника југословенске полиције и недужних цивила свих националности, чак и Албанаца који нису били на њиховој страни. Од 2014. масовне гробнице њихових жртава и даље се покушавају пронаћи. Било је много извештаја о злостављањима и ратним злочинима које је починила ОВК током и након сукоба, као што су масакри цивила (масакр на Радоњићком језеру, у Гњилану, Старом Грацком, Клечки итд), заробљенички логори (Лапушник), вађење органа, уништавање средњовековних цркава и споменика.
На Косову и Метохији је после рата живело 194.190 Срба, док је велики број Срба је побегао или је прогнан, а многи од преосталих цивила били су изложени злостављању. Током немира на Косову и Метохији уништено је или озбиљно оштећено барем 35 цркава и манастира. После рата на Косову и Метохији и осталих ратова у Југославији, Србија је постала уточиште највећем броју избеглица и интерно расељених лица (укључујући косовско-метохијске Србе) у Европи. Након уништења Албанци су радили на потпуном уклањању трагова постојања цркава и манастира. До 2003. је опљачкано, оскрнављено и спаљено 107 цркава и манастира. У исто време, Албанци су радили на уништавању православних гробаља. Према подацима Епархије рашко-призренске и ОЕБС-а, преко 9750 надгробнених споменика је уништено или оштећено до 2011. У периоду од јуна 1999. до новембра 2001. уништена је једна трећина српске духовне и културне баштине и протерано је 250.000 Срба.
Укупно, 156 српских православних цркава и манастира је уништено од јуна 1999, након завршетка рата на Косову и Метохији и мартовског погрома 2004. Многе цркве и манастири датирају из 12. 13. и 14. века. Борци ОВК оптужени су за вандалисање манастира Девич и терорисање особља. Припадници КФОР-а рекли су да су побуњеници ОВК вандализовали вековима старе фреске и слике у капели и украли два аутомобила и сву храну из манастира.

### 21. век
Од 2004. забележен је низ пљачки, напада и каменовања српских цркви и манастира. Такође, учестали начин вандализма је уклањање оловног крова, што има велике последице по унутрашњост цркви и манастира, нарочито стање фресака.
У недељу, 17. фебруара 2008. године, група Албанаца названа „демократски одабране вође наших људи” донела је Декларацију о независности Косова, противно Резолуцији СБ УН 1244 и Уставу Србије. Преостали Срби не прихватају одлуку о независности Косова, али су већински српски градови сада ретки на Косову и Метохији. Већина Срба у енклавама остала је незапослена. Након одлуке о проглашењу независности, послове су напустили и до тада запослени у јавним институцијама.
Поједини званичници у Влади Србије су предложили поделу покрајине, при чему би север Косова и Метохије и Штрпце постали део Србије или добили аутономију. САД се противе подели, истичући да се „велика већина земаља широм света неће залагати за то”. У одговору на заузимање железница на северу Косова и Метохије и формирање српских канцеларија које ће служити као део паралелне владе, председник Владе Републике Косово је изјавио да они „неће толерисати ниједну паралелну институцију на територији Косова” и да ће „потврдити своју власт над целим Косовом”. Специјални представник УН-а рекао је да је „међународна заједница врло јасно ставила до знања да никаква подела Косова неће бити прихваћена”. Иван Еланд, виши сарадник у Независном институту, сугерисао је да би таква „подела унутар поделе” спречила „рат Србије и Косова” и пружила „најбоље шансе” да Република Косово има дугорочне стабилне односе са Србијом. Политичар Марко Јакшић одбацио је разговоре о подели и рекао да је акција Срба на Косову и Метохије протест против Декларације о независности Косова. Политичар Оливер Ивановић рекао је да је против поделе Косова и Метохије јер „већина Срба живи јужно од Ибра и њихов положај би постао неодржив”. Анализа Ројтерса сугерише да би Косово и Метохија могли бити подељени по етничким линијама слично као и Босна и Херцеговина. Џејмс Лајон из истраживачког центра Међународне кризне групе је рекао да је „стил Републике Српске прихватљив за Србију, али у границама да је оно (Косово и Метохија) и даље део Србије”. Питер Фајт, специјални представник Европске уније, рекао је да се не разговара о плановима за стварање кантона или давање било какве друге аутономије Србима који живе на северу Косова и Метохије. Он је за дневни лист Koha Ditore рекао: „Сасвим је јасно да су привилеговани односи између Срба овде (на Косову и Метохији) и Београда у сфери образовања, здравствене заштите и верских објеката”, додајући да „влада у Приштини мора да се поштује”.
Председник Србије Борис Тадић је 30. септембра 2008. изјавио да ће размотрити поделу Косова и Метохије ако се исцрпе све друге опције. Бивши министар спољних послова Србије и Црне Горе Горан Свилановић поздравио је овај предлог рекавши да је „коначно ово реалан приступ који долази из Србије. Коначно, након неколико година, постоји простор за дискусију.” Након што су његови коментари изазвали полемику у медијима, Тадић је поновио да то предлаже као могућност само ако се исцрпе све друге опције.
Влада Републике Косово је Бриселским споразумом из 2013. пристала да формира Заједницу српских општина, али то још није учинила. Локални Срби су прихватили многе аспекте власти Републике Косово и од потписивања Бриселског споразума гласају на изборима које спроводи Република Косово.
Током пандемије ковида 19, Срби су се нашли у лимбу, заглављени између различитих наредби које су издале Србија и Република Косово. У новембру 2020, током пандемије ковида 19, полицајци и инспектори Републике Косово су упали и привремено затворили неколико апотека у власништву Срба на северу Косова и Метохије, покушавајући да заплене залихе лекова, јер артикли наводно нису регистровани у централном систему у Приштини. Тај чин је наишао на протесте грађана који су били на ивици ескалације. У децембру 2020. Србија је послала вакцине за ковид 19 на север Косова и Метохије без икаквих консултација са косовским властима. Република Косово се успротивило уношењу вакцина, тврдећи да их Србија нелегално дистрибуира. Само неколико људи је вакцинисано, а преостале вакцине су враћене након што је покренута истрага. Здравствени радници са севера Косова и Метохије су 2021. протестовали због хапшења својих колега који су запослени у болницама које збрињавају пацијенте са ковидом 19. Они су те акције описали као „нехумане” и упутили протестна писма разним међународним институцијама и организацијама.
Српска православна гробља су мета напада и вандализама локалних Албанаца, о чему је Митра Рељић написала књигу Српска гробља на Косову и Метохији: Уништена споменичка и језичка баштина. Поред ранијих оскрнављених и уништених гробаља, три стотине године старо српско православно гробље је октобра 2023. прекопано, под објашњењем рада новог пута. Против актера су поднете кривичне пријаве и радови су обустављени. Део земље са посмртним остацима је бачен на сметлиште у близини главне аутобуске станице.
Од 2022. активна је криза на северу Косова и Метохије. 24. септембра 2023. дошло је до оружаног сукоба у Бањској, у коме су страдала три Србина и један Албанац.
Српска мањина на Косову и Метохији често је мета демонстрација непријатељства и напада. Од доласка Аљбина Куртија на власт па до краја септембра 2023, забележено је 409 етнички мотивисаних напада на Србе, од чега 17 на децу.
Децембра 2023. године Агенција за приватизацију на Косову је најавила да преузима комплекс лечилишта и ресторана Рајска бања у Звечану, који је изградила Влада Републике Србије уложивши 7 милиона евра. Навели су да комплекс нема адекватне дозволе и да се ради о друштвеном власништву предузећа из Северне Митровице као и да ће њиме надаље управљање Министарство унутрашњих послова Косова.
Током јануара 2024. самопроглашене власти у Приштини су навеле могућност укидања платног промета, забрану валуте динар и упад у српске Поштанске штедионице. На такве најаве премијерка Србије Ана Брнабић реаговала је коментаром да би такви потези довели до краја даљег дијалога. Због учесталог физичког и институционалног насиља које спроводи режим у Приштини према српском становништву, Република Србија је затражила заказивање седнице Савета безбедности Уједињених нација, која је одржана 8. фебруара 2024. Приштина је наставила са спровођењем једностране одлуке о укидању динара, што је додатно отежало живот српској заједници на Космету. Срби са са севера Косова и Метохије су чекали у редовима ради подизања динара, за шта је постављен лимит од 10.000, док су Срби који живе јужно од Ибра приморани да иду у најближа места у централној Србији, Куршумлију, Врање и Бујановац, како би подигли сопствени новац, укључујући плате и социјалну помоћ. Јануара 2025. године, уочи парламентарних избора, структуре самопроглашеног Косова су уз јаке снаге полиције затвориле 35 српских институција, чиме је без посла остало 1100 људи. Председник Српске листе др Златан Елек изјавио је поводом ових акција Приштине да се ради о незапамћеном и огољеном терору.

## Демографија
| Година | Албанци | Срби1 | Остали |
| --- | ------- | ----- | ------ |
| 1455 | 1%      | 98%   | 1%     |
| 1871 | 32%     | 64%   | 4%     |
| 1899 | 48%     | 44%   | 8%     |
| 1921 | 66%     | 26%   | 8%     |
| 1931 | 69%     | ?? %  | ? %    |
| 1939 | 60%     | 34%   | 5%     |
| 1948 | 68%     | 27%   | 5%     |
| 1953 | 65%     | 27%   | 6%     |
| 1961 | 67%     | 27%   | 6%     |
| 1971 | 74%     | 21%   | 5%     |
| 1981 | 77%     | 15%   | 8%     |
| 1991 | 82%     | 11%   | 7%     |
| 20002 | 88%     | 7%    | 5%     |
| 20072 | 92%     | 5%    | 3%     |
| 1 укључујући Црногорце 2 приближан податак Извор: Статистичка канцеларија КиМ, Светска банка (2000), OSCE (2005) |         |       |        |

Током 20. века, српско становништво Косова и Метохије се константно смањивало. Срби данас углавном насељавају енклаве широм Косова и Метохије, као и северни део, који обухвата 11% територије Косова и Метохије и где Срби чине 95% становништва. 1.200 km2 (460 sq mi). Дипломате Уједињених нација изразиле су забринутост због спорог напретка у области права мањина. Human Rights Watch је одмах након рата указао на дискриминацију Срба на Косову и Метохији.
ЕЦМИ је израчунао, на основу процена из 2010. и 2013, да је на територији Косова и Метохије живело приближно 146.128 Срба, односно приближно 7,8% укупног становништва. Хелсиншки одбор за људска права у Србији је 2012. проценио да је тај број 90—120.000. Попис становништва из 2011. који је организовала Република Косово није одржан на северу, а бојкотовао га је значајан број Срба и у осталим деловима Косова и Метохије. ЕЦМИ је позвао „на опрез када се говори о попису становништва”. Постоји десет општина које чине српска бројчана већина. То су четири северне општине Северна Косовска Митровица, Лепосавић, Звечан, Зубин Поток и шест јужних (енклавних) општина Грачаница, Штрпце, Ново Брдо, Ранилуг, Партеш и Клокот. Године 2014. ОЕБС процењује да на Косову и Метохији живи око 96.000 Срба.
УНХЦР је 2019. проценио да је укупан број интерно расељених (Срба и осталих неалабанаца) са територије Косова и Метохије у Србији 68.514. Србија је тврдила (2018) да се укупно 199.584 интерно расељених лица са Косова и Метохије населило и живи у Србији после рата, на основу оригиналних података које је прикупила 2000. УНХЦР је 2009, на основу званичних података Владе Србије, известио да у Србији живи око 205.835 интерно расељених лица која су избегла са Косова и Метохије. Међу њима су били Срби, Роми, Ашкалије и Балкански Египћани. Подаци о регистрацији из 2000. су једини званични подаци који су генерисани и од 2000. у Србији није било пререгистрације интерно расељених лица. Иста цифра је коришћена у свим званичним извештајима од тада уз неке статистичке реконфигурације. Као таква, доведена је у питање поузданост регистрације интерно расељених лица која живе у Србији.
Године 2003. број расељених косовско-метохијских Срба у Црној Гори износио је приближно 12.000. људи. У ту бројку нису урачунати они који су добили црногорско држављанство. Од 2015. у Црној Гори је било најмање 6.600 избеглих косовско-метохијских Срба. До 2019. у Црној Гори је било укупно 135 интерно расељених лица са Косова и Метохије.
| Општина                    | Проценат | Број   |
| -------------------------- | -------- | ------ |
| Северна Косовска Митровица | 76,48%   | 22,530 |
| Лепосавић                  | 96%      | 18.000 |
| Звечан                     | 96,1%    | 16.000 |
| Зубин Поток                | 93,29%   | 13.900 |
| Штрпце                     | 70,58%   | 9.100  |
| Грачаница                  | 82,15%   | 17.209 |
| Ново Брдо                  | 61,46%   | 5.802  |
| Ранилуг                    | 97,15%   | 5.718  |
| Партеш                     | 99,96%   | 5.300  |
| Гњилане                    | 5,29%    | 5.000  |
| Клокот                     | 71,23%   | 3.500  |
| Вучитрн                    | 4,79%    | 3.500  |
| Косовска Каменица          | 8,01%    | 3.019  |
| Обилић                     | 12,37%   | 3.000  |
| Липљан                     | 3,37%    | 2.000  |
| Приштина                   | 1%       | 2.000  |
| Исток                      | 4,16%    | 1.700  |
| Ораховац                   | 1,76%    | 1.000  |
| Пећ                        | 1,03%    | 1,000  |
| Косово Поље                | 2,51%    | 900    |
| Клина                      | 1,53%    | 600    |
| Србица                     | 0,59%    | 300    |
| Витина                     | 0,59%    | 280    |
| Призрен                    | 0,13%    | 237    |
| Урошевац                   | 0,06%    | 60     |
| Штимље                     | 0,18%    | 49     |
| Дечани                     | 0,11%    | 46     |
| Ђаковица                   | 0,02%    | 17     |
| Косовска Митровица         | 0,02%    | 14     |
| Подујево                   | 0,01%    | 12     |
| Драгаш                     | 0,02%    | 7      |
| Сува Река                  | <0,01%   | 2      |
| Качаник                    | <0,01%   | 1      |

## Култура
Косовска битка је посебно важна за српску историју, традицију и национални идентитет.
Епархија рашко-призренска Српске православне цркве брине о српском народу и православној баштини на Косову и Метохији. Бројни српски православни манастири и цркве простиру се широм Косова и Метохије. Неки од њих су: Бањка, Девич, Грачаница, Пећка патријаршија, Високи Дечани и Богородица Љевишка. Последња четири налазе се на Унесковој листи средњовековних споменика на Косову.
Средњовековна утврђења која су подигли српски владари и властелина представљају значајно културно наслеђе. Oко цркава и манастира организовани су сабори за време славе и празника. У горњем Призрену Сабор је одржан 21. новембра код рушевина манастира Светог архангела који је основао српски цар Стефан Душан Силни.
Српска народна музика је богата великим бројем песама са Косова и Метохије, које су се посебно сачувале у извођењу Јордана Николића и Маре Ђорђевић.
Током ратова 1990-их преко 20 српских песника са територије Косова и Метохије је отишло у избеглиштво, што је постало једна од тема њихове поезије.
Срби са Косова и Метохије говоре зетско-рашким, косовско-ресавским и призренско-јужноморавским дијалектима.

### Светска баштина Унеска
| \| # \| Црква / манастир \| Место \| Старост \| Опис нанете штете \| \| --- \| -------------------------------------------------------- \| ------------------------------------- \| ---------------------------------------------------------------------- \| --------------------------------------------------------------------------------------------------------------------------------------------------------------------------------------------- \| \| 1 \| Манастир Свете Тројице \| Мушутиште, Сува Река \| 14. век \| Опљачкан, демолиран, спаљен и на крају срушен до темеља експлозивом.[162] \| \| 2 \| Манастир Светог Марка \| Кориша, Призрен \| 15. век \| Опљачкан, демолиран, спаљен и на крају срушен до темеља експлозивом.[162] \| \| 3 \| Манастир Светог архангела Гаврила \| Бинча, Витина \| 14. век \| Манастир је опљачкан и спаљен 22-23 јуна 1999. Потом је манастир експлозивом разорен до темеља и у исто време је срушен манастирски конак.[162] \| \| 4 \| Манастир Успенија - Светог Уроша \| Шареник — Горња Неродимља \| 14. век \| Миниран и потпуно срушен.[162] \| \| 5 \| Манастир Светог Арханђела \| Горње Неродимље \| 14. век \| Миниран и потпуно уништен.[162] \| \| 6 \| Манастир Св. врача Козме и Дамјана \| Зочиште \| 14. век \| Опљачкан, демолиран, миниран и срушен до темеља, док су конаци спаљени и разрушени.[162] \| \| 7 \| Манастир Ваведења Пресвете Богородице \| Долац, код Клине \| 14. век, обновљена 1620. \| Прво је манастир спаљен, Свети престо је разрушен, затим миниран и срушен до темеља.[162] \| \| 8 \| Црква Успенија Богородице \| Мушутиште \| 1315. \| Спаљена и потом срушена до темеља.[162] \| \| 9 \| Црква Светог Ђорђа \| Рудник, Србица \| 14. век, обновељена у 16. веку \| Демолирана и спаљена, потом је експлозивима срушена.[162] \| \| 10 \| Црква Светог Николе \| Призрен \| Средњи век \| Задужбина српског племића из Призрена Рајка Киризлића. Црква је минирана са 20 мина, од чега пет експлодирало и начинило велику штету. Августа 1999. је потпуно уништена.[162] \| \| 11 \| Црква Свете Пречисте (Ваведење Богородице) \| Зочиште, Ораховац \| 15. век \| Оскрнављена и уништена крајем лета 1999.[162] \| \| 12 \| Црква Светог Ваведења \| Ретимље, Велика Хоча \| 1601-1602, обновљена 1925. \| Оскрнављена и уништена крајем лета 1999.[162] \| \| 13 \| Црква Светог Спаса \| Оптеруша, Велика Хоча \| 14. век, обновљена 1925. \| Срушена до темеља.[162] \| \| 14 \| Саборна црква Свете Тројице у Ђаковици \| Ђаковица \| 1998. (на темељима старије српске цркве из 1939. која је срушена 1950) \| Демолирана, спаљена и током ноћи 24/25 јула 1999. експлозивом срушена до темеља.[162] \| \| 15 \| Црква Светог Николе \| Словиње, Липља \| 14. век, обновљена у 19. веку \| Разрушена до темеља.[162] \| \| 16 \| Црква Светих апостола Петра и Павла \| Сува Река \| 1938. \| Демолирана па разрушена до темеља.[162] \| \| 17 \| Црква свете Тројице \| Петрич, Пећ \| 1993. \| Срушена експлозивима до темеља.[162] \| \| 18 \| Црква свете Тројице \| Велика Река, Вучитрн \| 1997. \| Демолирана, спаљена и неуспешно рушена[162] \| \| 19 \| Парохијска црква Свете тројице \| Грмово \| \| Спаљена и срушена до темеља јула 1999.[162] \| \| 20 \| Црква Светог Николе у Кијеву \| Клина \| 16. век \| Срушена до темеља, на гробљу су уништени крстеви и споменици.[162] \| \| 21 \| Црква Светог јеванђелисте Марка \| Клина \| \| Срушена експлозивом.[162] \| \| 22 \| Црква Свете Петке \| Добрчане \| \| Спаљена и делимично уништена.[162] \| \| 23 \| Црква Светог Василија Великог \| Горња Србица, Призрен \| 1863. \| Спаљена и уништена.[162] \| \| 24 \| Црква Свете Петке \| Заскок, Урошевац \| \| Минирана и срушена.[162] \| \| 25 \| Црква Светог Николе \| Гатња, Урошевац \| Изграђена у средњем веку, обновљена 1984. \| \| \| 26 \| Црква Богородице \| Горње Неродимље \| \| Демолирана и срушена.[162] \| \| 27 \| Црква Покрова Богородице \| Кориша, Призрен \| 16. век \| Срушена до темеља, са старим црквиштем и гробљем.[162] \| \| 28 \| Црква Светог Јеремије \| Гребник, Клина \| 1923. \| Срушена до темеља; терен је утабан булдожером.[162] \| \| 29 \| Црква Свете Петке \| Бинча, Витина \| \| Јула 1999. је спаљена, оскрнављена а потом минирана.[162] \| \| 30 \| Црква Светог Спаса \| Дворани, Мушутиште, Сува Река \| 1465. \| Потпуно срушена у лето 1999.[162] \| \| 31 \| Црква Светог Илије \| Локвици, Призрен \| Темељи ит 13. века, подигнута 1866. \| Оскрнављена и потом минирана августа 1999.[162] \| \| 32 \| Црква у Горњем Закуту \| Подујево \| 14. век \| Минирана и потом срушена новембра 1999.[162] \| \| 33 \| Црква Светог Николе \| Ђураковац, Исток \| 14. век \| Потпуно срушена, као и оближње гробље.[162] \| \| 34 \| Црква Светог Николе \| Осојане, Исток \| \| Оскрнављена и срушена лета 1999.[162] \| \| 35 \| Црква Светог Илије \| Жегра, Гњилане \| 1931. \| Демолирана, спаљена и срушена, као и две црквене зграде и оближње гробље.[162] \| \| 36 \| Црква Светог Илије \| Помазатин, Белаћевац, Косово Поље \| 1937. \| Срушена 1941. Лета 1999. спаљена и делимично срушена, јула 2000. порушена до темеља.[162] \| \| 37 \| Црква Светих архангела \| Мушутиште \| 19. век \| Црква је спаљена крајем јуна 1999. и касније делимично срушена након доласка снага КФОР-а.[162] \| \| 38 \| Црква Светог Николе \| Доње Неродимље \| Обновљена 1983. \| Демолирана, спаљена и минирана.[162] \| \| 39 \| Црква Светог Стефана \| Доње Неродимље \| 14. век \| Обновљена 1996, демолирана, спаљена и минирана.[162] \| \| 40 \| Црква Светог Василија Острошког \| Љубово, Исток \| 1939. \| Минирана новембра 2002.[162] \| \| 41 \| Црква Свете Богородице - Св. Петка \| Подгорце, Витина \| \| Обновљена 1996. Демолирана, спаљена и јуна 2000. минирањем уништена до темеља.[162] \| \| 42 \| Манастир Девич \| Србица \| 1434. \| Демолиран и опљачкан 1999.[162] \| \| 43 \| Манастир Ваведење Богородице \| Бело Поље, Пећ \| 16. век, обновељен 1868. \| Демолиран и спаљен. Гробље око манастира је порушено и засуто смећем.[162] \| \| 44 \| Саборна црква Светог Уроша \| Урошевац \| 1929. \| Демолирана и спаљена.[162] \| \| 45 \| Црква Светог пророрка Илије \| Вучитрн \| 1864. \| Опљачкана, демолирана и паљена. На почетку 2000. године у цркву је срушена галерија хора, гробови око цркве су уништени и две црквене зграде су спаљене.[162] \| \| 46 \| Црква Светог Јована Претече \| код Вучитрна \| 14. век, обновљена 1932. \| Демолирана и спаљена, уз покушаје рушења и копања у цркви и око темеља цркве.[162] \| \| 47 \| Црква Свете Параскеве \| Дрсник, Пећ \| 14. век, фреске из 1570. \| Оскрнављена, демолирана и спаљена.[162] \| \| 48 \| Црква Богодичина \| Накло, Пећ \| 1985. \| Демолирана и паљена.[162] \| \| 49 \| Црква светих апостола \| Петровце, Косовска Каменица \| \| Демолирана и спаљена.[162] \| \| 50 \| Црква Светог Јована Крститеља \| Пећка бања, Пећ \| 1996. \| Демолирана и паљена.[162] \| \| 51 \| Црква Сабора Срба светитеља \| Ђураковац, Пећ \| 1997. \| Демолирана а потом новембра 2002. донекле минирана у присуству КФОР-а. Такође је спаљен и парохијски дом.[162] \| \| 52 \| Црква Светог пророка Илије \| Бистражин \| 14. век, обновљена 1930. \| Албанци су је срушили током Другог светског рата. Поновно је обновљена 1988. У међувремену је потпуно оштећена.[162] \| \| 53 \| Црква Светог Димитрија \| Сига, Пећ \| 14. век, обновљена 1937. \| Демолирана и спаљена.[162] \| \| 54 \| Црква Светих врача \| Новаке, Призрен \| 14. век, обновљена 1991. \| Демолирана, паљена, покушано је минирање. Гробови око цркве су порушени.[162] \| \| 55 \| Црква Ваведења Богородице \| Велико Крушево, Клина \| 14. век, обновљена 1980. \| Опљачкана и делимично спаљена.[162] \| \| 56 \| Црква Светог Николе \| Љубижда, Призрен \| 16. век, обновљена 1867. \| Опљачкана и демолирана, парохијски дом је спаљен.[162] \| \| 57 \| Црква Светог пророка Илије \| Љубижда, Призрен \| 16. век, обновљена 1979. \| Опљачкана, демолирана, паљена и минирана. Гробље око цркве је уништено.[162] \| \| 58 \| Храм Христа Спаса \| Приштина \| 1998. \| Изгрња је започета 1998. Албанци су августа 1999. поставили експлозив на четири места, од чега су два експлодирала.[162] \| \| 59 \| Црква Светог Илије \| Смаћ, Призрен \| 1994. \| Демолирана, спаљена и минирана.[162] \| \| 60 \| Црква Светог Илије \| Некодим, Урошевац \| 1921, обновљена 1975. \| Демолирана и запаљена.[162] \| \| 61 \| Црква Светих апостола Петра и Павла \| Талиновац, Урошевац \| ХХ век \| Демолирана и запаљена, гробље око цркве је уништено.[162] \| \| 62 \| Црква Свете тројице \| Бабљак, Урошевац \| Више пута разарана, обновељна 1966. \| Демолирана и запаљена.[162] \| \| 63 \| Црква рођења Богородице \| Софтовић, Уршевац \| \| Демолирана и запаљена.[162] \| \| 64 \| Црква Светог Илије \| Нови Качаник \| 1929. \| Демолирана и запаљена.[162] \| \| 65 \| Црква Ваведења (Св. Кнез Лазар) \| Кош, Исток \| \| Црквена врата су проваљена, црка је изнутра уништена.[162] \| \| 66 \| Црква Свете тројице \| Житиње, Клокот \| 1980. \| Дошло је до покушаја паљења јула 1999. Касније је демолирана и оштећена.[162] \| \| 67 \| Црква Светог Лазара Четвородневног (Св. Ђорђа) \| Белица код Рудника, Србица \| 16. век \| Црква је запаљена.[162] \| \| 68 \| Црква Свете тројице \| Доњи Ратиш \| 1935. \| Албанци су је уништили 1941. Обновљена је 1992. Албанци су нападали цркву шест пута од 1996. до 1998. Црква је оштећена и демолирана.[162] \| \| 69 \| Црква Светог апостола Луке \| Витомирци, Пећ \| 1912. \| Спаљена и оскрнављена августа 1999.[162] \| \| 70 \| Црква Светог апостола Андреја Првозваног (Св. Илија) \| Подујево \| 1929. \| Током Другог светског рата, Албанци су уништили кубе и цркву оскрнавили. Црква је обновљена 1971. Крајем 1999. црква је поново оскрнављена и спаљена.[162] \| \| 71 \| Црква Светих апостола Петра и Павла (Краљева црква) \| Горња Пакаштица, Подујево \| 1289. — Задужбина краља Милутина \| На темељима старе цркве је 1925. подигнута нова црква. Средином јуна 1999. црква бива оскрнављена, демолирана. Гробље око цркве је уништено.[162] \| \| 72 \| Параклис - капела \| Косовска Митровица \| 1939. (на остацима старог црквишта) \| Скрнављена више пута и пре 1999. године.[162] \| \| 73 \| Црква Светих апостола Петра и Павла \| Исток \| 1929. \| Скрнављена и спаљена.[162] \| \| 74 \| Црква Светог кнеза Лазара \| Пискота \| 1991—1994 \| Саграђена у српском гробљу. Албанци су 1999. уништили крст ан куполи, оскрнавили цркву и гробље, потом су цркву минирали и спалили парохијски дом.[162] \| \| 75 \| Црква Светог Николе \| Поповљани, Сува Река \| 1626. \| Црква је имала дивне фреске. Августа 1999. прво је црква опљачкана, оскрнављена и демолирана, као и гробље.[162] \| \| 76 \| Црква Светог Николе \| Штимље \| 1926. \| Подигнута на темељима старе гробљанске цркве, половином јула 1999. оскрнављена и демолирана у близини британског КФОР-а.[162] \| \| 77 \| Црква Светог архангела Михаила \| Штимље \| 1920—1922 \| Иконостас је радио Урош Предић. Реновирана је 1977. Цркву су Албанци оскрнавили и запалили 1999. Фреске су уништене.[162] \| \| 78 \| Црква Светог Спаса \| Мушутиште \| \| На почетку јула 1999. црква је опљачкана, осркнављена и спаљена.[162] \| \| 79 \| Црква Свете Петке \| Мушутиште \| 19. век \| Црква је обновљена 1973. Црква је оскрнављена и запаљена крајем јуна 1999.[162] \| \| 80 \| Црква Светог Илије \| Церница, Гњилане \| 15. век \| Црква је минирана 15. јануара 2000, док су припадници америчког КФОР-а били на 70 метара удаљености. Експлозија је уништила унутрашњост цркве и нанела штету на три суседне српске куће.[162] \| \| 81 \| Црква Светог Николе \| Бањска, Вучитрн \| 1346. \| Црква је прво оскрнављена и демолирана. На Савиндан 2000. је минирана, док су у близини били припадници КФОР-а из Арапских Емирата.[162] \| \| 82 \| Црква Светог Николе \| Млечани, Клина \| 16-17 век \| Кров и део олтара Албанци су уништили 1999.[162] \| \| 83 \| Црква Светог Николе \| Мушниково, Средачка жупа код Призрена \| 16. век \| Црква је минирана 4. септембра 2000.[162] \| \| 84 \| Црква Светог Николе \| Гњилане \| 20. век \| Потпуно је минирана 8. фебруара 2001.[162] \| \| 85 \| Црква Светог Николе \| Грнчар, Витина \| 14. век[162] \| \| \| 86 \| Испосница манастира Високи Дечани \| Дечани \| 14. век[162] \| \| \| 87 \| Црква Пресвете Богородице \| Дечани \| 14. век \| Крај манастира Високи Дечани.[162] \| \| 88 \| Црква Свете Киријакије (Недеље) \| Брњача, Ораховац \| 1852.[162] \| \| \| 89 \| Црква Светог Јована \| Леочина, Србица \| 14. век[162] \| \| \| 90 \| Испосница Уљарица \| Клина \| 14. век[162] \| \| \| 91 \| Црква Свете Недеље \| Живињане, Призрен \| 16. век[162] \| \| \| 92 \| Црква Светог Николе \| Оптеруша, Ораховац \| 14. век[162] \| Обновљена 1934. \| \| 93 \| Црква Свете Петке \| Пећ \| 14. век[162] \| Обновљена 1912. \| \| 94 \| Црква Светих Козме и Дамјана \| Поткаљаја, Призрен \| 14. век[162] \| Обновљена у 19. веку. \| \| 95 \| Руговска испосница \| Пећ \| 13—14 век[162] \| \| \| 96 \| Испосница Светог Николе \| Призрен \| 14. век[162] \| \| \| 97 \| Црква Светог архангела Михаила \| Ракитница, Подујево \| 14. век[162] \| \| \| 98 \| Црква Светог Николе \| Средска, Призрен \| 15. век[162] \| Обновљена 1875. \| \| 99 \| Црква Светог Ђорђа \| Речане, Сува Река \| 14. век[162] \| \| \| 100 \| Црква Светог Николе \| Сићево, Клина \| 15. век[162] \| \| \| 101 \| Црква Светих апостола Петра и Павла (манастир Петровица) \| Добра Вода, Клина \| 13-14 век.[162] \| \| \| 102 \| Црква Светог Николе \| Чабић, Клина \| 16. век[162] \| \| \| 103 \| Црква Светих Козме и Дамјана \| Подграђе, Клина \| 16. век[162] \| \| \| 104 \| Црква непознатог светог \| Пустеник, Качаник \| 10—11 век[162] \| \| \| 105 \| Црква Свете тројице \| Српски Бабуш, Урошевац \| 20. век[162] \| \| \| 106 \| Црква Светог Димитрија \| Сушица, Грачаница \| 18. век[162] \| \| \| 107 \| Црква Светог Јована Претече (Митрополија) \| Пећ \| 1982.[162] \| \| \| 108 \| Црква Светог Николе \| \| 1830. \| Црква је обновљена 1830. Садржала је иконостас у дуборезу настао почетком 19. века. Више пута је нападана и каменована. Пархоијски дом поред цркве је каменован и спаљен.[162] \| |                                                          |                                       |                                                                        | |
| # | Црква / манастир                                         | Место                                 | Старост                                                                | Опис нанете штете |
| 1 | Манастир Свете Тројице                                   | Мушутиште, Сува Река                  | 14. век                                                                | Опљачкан, демолиран, спаљен и на крају срушен до темеља експлозивом. |
| 2 | Манастир Светог Марка                                    | Кориша, Призрен                       | 15. век                                                                | Опљачкан, демолиран, спаљен и на крају срушен до темеља експлозивом. |
| 3 | Манастир Светог архангела Гаврила                        | Бинча, Витина                         | 14. век                                                                | Манастир је опљачкан и спаљен 22-23 јуна 1999. Потом је манастир експлозивом разорен до темеља и у исто време је срушен манастирски конак.                                               |
| 4 | Манастир Успенија - Светог Уроша                         | Шареник — Горња Неродимља             | 14. век                                                                | Миниран и потпуно срушен. |
| 5 | Манастир Светог Арханђела                                | Горње Неродимље                       | 14. век                                                                | Миниран и потпуно уништен. |
| 6 | Манастир Св. врача Козме и Дамјана                       | Зочиште                               | 14. век                                                                | Опљачкан, демолиран, миниран и срушен до темеља, док су конаци спаљени и разрушени. |
| 7 | Манастир Ваведења Пресвете Богородице                    | Долац, код Клине                      | 14. век, обновљена 1620.                                               | Прво је манастир спаљен, Свети престо је разрушен, затим миниран и срушен до темеља. |
| 8 | Црква Успенија Богородице                                | Мушутиште                             | 1315.                                                                  | Спаљена и потом срушена до темеља. |
| 9 | Црква Светог Ђорђа                                       | Рудник, Србица                        | 14. век, обновељена у 16. веку                                         | Демолирана и спаљена, потом је експлозивима срушена. |
| 10 | Црква Светог Николе                                      | Призрен                               | Средњи век                                                             | Задужбина српског племића из Призрена Рајка Киризлића. Црква је минирана са 20 мина, од чега пет експлодирало и начинило велику штету. Августа 1999. је потпуно уништена.                |
| 11 | Црква Свете Пречисте (Ваведење Богородице)               | Зочиште, Ораховац                     | 15. век                                                                | Оскрнављена и уништена крајем лета 1999. |
| 12 | Црква Светог Ваведења                                    | Ретимље, Велика Хоча                  | 1601-1602, обновљена 1925.                                             | Оскрнављена и уништена крајем лета 1999. |
| 13 | Црква Светог Спаса                                       | Оптеруша, Велика Хоча                 | 14. век, обновљена 1925.                                               | Срушена до темеља. |
| 14 | Саборна црква Свете Тројице у Ђаковици                   | Ђаковица                              | 1998. (на темељима старије српске цркве из 1939. која је срушена 1950) | Демолирана, спаљена и током ноћи 24/25 јула 1999. експлозивом срушена до темеља. |
| 15 | Црква Светог Николе                                      | Словиње, Липља                        | 14. век, обновљена у 19. веку                                          | Разрушена до темеља. |
| 16 | Црква Светих апостола Петра и Павла                      | Сува Река                             | 1938.                                                                  | Демолирана па разрушена до темеља. |
| 17 | Црква свете Тројице                                      | Петрич, Пећ                           | 1993.                                                                  | Срушена експлозивима до темеља. |
| 18 | Црква свете Тројице                                      | Велика Река, Вучитрн                  | 1997.                                                                  | Демолирана, спаљена и неуспешно рушена |
| 19 | Парохијска црква Свете тројице                           | Грмово                                |                                                                        | Спаљена и срушена до темеља јула 1999. |
| 20 | Црква Светог Николе у Кијеву                             | Клина                                 | 16. век                                                                | Срушена до темеља, на гробљу су уништени крстеви и споменици. |
| 21 | Црква Светог јеванђелисте Марка                          | Клина                                 |                                                                        | Срушена експлозивом. |
| 22 | Црква Свете Петке                                        | Добрчане                              |                                                                        | Спаљена и делимично уништена. |
| 23 | Црква Светог Василија Великог                            | Горња Србица, Призрен                 | 1863.                                                                  | Спаљена и уништена. |
| 24 | Црква Свете Петке                                        | Заскок, Урошевац                      |                                                                        | Минирана и срушена. |
| 25 | Црква Светог Николе                                      | Гатња, Урошевац                       | Изграђена у средњем веку, обновљена 1984.                              | |
| 26 | Црква Богородице                                         | Горње Неродимље                       |                                                                        | Демолирана и срушена. |
| 27 | Црква Покрова Богородице                                 | Кориша, Призрен                       | 16. век                                                                | Срушена до темеља, са старим црквиштем и гробљем. |
| 28 | Црква Светог Јеремије                                    | Гребник, Клина                        | 1923.                                                                  | Срушена до темеља; терен је утабан булдожером. |
| 29 | Црква Свете Петке                                        | Бинча, Витина                         |                                                                        | Јула 1999. је спаљена, оскрнављена а потом минирана. |
| 30 | Црква Светог Спаса                                       | Дворани, Мушутиште, Сува Река         | 1465.                                                                  | Потпуно срушена у лето 1999. |
| 31 | Црква Светог Илије                                       | Локвици, Призрен                      | Темељи ит 13. века, подигнута 1866.                                    | Оскрнављена и потом минирана августа 1999. |
| 32 | Црква у Горњем Закуту                                    | Подујево                              | 14. век                                                                | Минирана и потом срушена новембра 1999. |
| 33 | Црква Светог Николе                                      | Ђураковац, Исток                      | 14. век                                                                | Потпуно срушена, као и оближње гробље. |
| 34 | Црква Светог Николе                                      | Осојане, Исток                        |                                                                        | Оскрнављена и срушена лета 1999. |
| 35 | Црква Светог Илије                                       | Жегра, Гњилане                        | 1931.                                                                  | Демолирана, спаљена и срушена, као и две црквене зграде и оближње гробље. |
| 36 | Црква Светог Илије                                       | Помазатин, Белаћевац, Косово Поље     | 1937.                                                                  | Срушена 1941. Лета 1999. спаљена и делимично срушена, јула 2000. порушена до темеља. |
| 37 | Црква Светих архангела                                   | Мушутиште                             | 19. век                                                                | Црква је спаљена крајем јуна 1999. и касније делимично срушена након доласка снага КФОР-а.                                                                                               |
| 38 | Црква Светог Николе                                      | Доње Неродимље                        | Обновљена 1983.                                                        | Демолирана, спаљена и минирана. |
| 39 | Црква Светог Стефана                                     | Доње Неродимље                        | 14. век                                                                | Обновљена 1996, демолирана, спаљена и минирана. |
| 40 | Црква Светог Василија Острошког                          | Љубово, Исток                         | 1939.                                                                  | Минирана новембра 2002. |
| 41 | Црква Свете Богородице - Св. Петка                       | Подгорце, Витина                      |                                                                        | Обновљена 1996. Демолирана, спаљена и јуна 2000. минирањем уништена до темеља. |
| 42 | Манастир Девич                                           | Србица                                | 1434.                                                                  | Демолиран и опљачкан 1999. |
| 43 | Манастир Ваведење Богородице                             | Бело Поље, Пећ                        | 16. век, обновељен 1868.                                               | Демолиран и спаљен. Гробље око манастира је порушено и засуто смећем. |
| 44 | Саборна црква Светог Уроша                               | Урошевац                              | 1929.                                                                  | Демолирана и спаљена. |
| 45 | Црква Светог пророрка Илије                              | Вучитрн                               | 1864.                                                                  | Опљачкана, демолирана и паљена. На почетку 2000. године у цркву је срушена галерија хора, гробови око цркве су уништени и две црквене зграде су спаљене.                                 |
| 46 | Црква Светог Јована Претече                              | код Вучитрна                          | 14. век, обновљена 1932.                                               | Демолирана и спаљена, уз покушаје рушења и копања у цркви и око темеља цркве. |
| 47 | Црква Свете Параскеве                                    | Дрсник, Пећ                           | 14. век, фреске из 1570.                                               | Оскрнављена, демолирана и спаљена. |
| 48 | Црква Богодичина                                         | Накло, Пећ                            | 1985.                                                                  | Демолирана и паљена. |
| 49 | Црква светих апостола                                    | Петровце, Косовска Каменица           |                                                                        | Демолирана и спаљена. |
| 50 | Црква Светог Јована Крститеља                            | Пећка бања, Пећ                       | 1996.                                                                  | Демолирана и паљена. |
| 51 | Црква Сабора Срба светитеља                              | Ђураковац, Пећ                        | 1997.                                                                  | Демолирана а потом новембра 2002. донекле минирана у присуству КФОР-а. Такође је спаљен и парохијски дом.                                                                                |
| 52 | Црква Светог пророка Илије                               | Бистражин                             | 14. век, обновљена 1930.                                               | Албанци су је срушили током Другог светског рата. Поновно је обновљена 1988. У међувремену је потпуно оштећена.                                                                          |
| 53 | Црква Светог Димитрија                                   | Сига, Пећ                             | 14. век, обновљена 1937.                                               | Демолирана и спаљена. |
| 54 | Црква Светих врача                                       | Новаке, Призрен                       | 14. век, обновљена 1991.                                               | Демолирана, паљена, покушано је минирање. Гробови око цркве су порушени. |
| 55 | Црква Ваведења Богородице                                | Велико Крушево, Клина                 | 14. век, обновљена 1980.                                               | Опљачкана и делимично спаљена. |
| 56 | Црква Светог Николе                                      | Љубижда, Призрен                      | 16. век, обновљена 1867.                                               | Опљачкана и демолирана, парохијски дом је спаљен. |
| 57 | Црква Светог пророка Илије                               | Љубижда, Призрен                      | 16. век, обновљена 1979.                                               | Опљачкана, демолирана, паљена и минирана. Гробље око цркве је уништено. |
| 58 | Храм Христа Спаса                                        | Приштина                              | 1998.                                                                  | Изгрња је започета 1998. Албанци су августа 1999. поставили експлозив на четири места, од чега су два експлодирала.                                                                      |
| 59 | Црква Светог Илије                                       | Смаћ, Призрен                         | 1994.                                                                  | Демолирана, спаљена и минирана. |
| 60 | Црква Светог Илије                                       | Некодим, Урошевац                     | 1921, обновљена 1975.                                                  | Демолирана и запаљена. |
| 61 | Црква Светих апостола Петра и Павла                      | Талиновац, Урошевац                   | ХХ век                                                                 | Демолирана и запаљена, гробље око цркве је уништено. |
| 62 | Црква Свете тројице                                      | Бабљак, Урошевац                      | Више пута разарана, обновељна 1966.                                    | Демолирана и запаљена. |
| 63 | Црква рођења Богородице                                  | Софтовић, Уршевац                     |                                                                        | Демолирана и запаљена. |
| 64 | Црква Светог Илије                                       | Нови Качаник                          | 1929.                                                                  | Демолирана и запаљена. |
| 65 | Црква Ваведења (Св. Кнез Лазар)                          | Кош, Исток                            |                                                                        | Црквена врата су проваљена, црка је изнутра уништена. |
| 66 | Црква Свете тројице                                      | Житиње, Клокот                        | 1980.                                                                  | Дошло је до покушаја паљења јула 1999. Касније је демолирана и оштећена. |
| 67 | Црква Светог Лазара Четвородневног (Св. Ђорђа)           | Белица код Рудника, Србица            | 16. век                                                                | Црква је запаљена. |
| 68 | Црква Свете тројице                                      | Доњи Ратиш                            | 1935.                                                                  | Албанци су је уништили 1941. Обновљена је 1992. Албанци су нападали цркву шест пута од 1996. до 1998. Црква је оштећена и демолирана.                                                    |
| 69 | Црква Светог апостола Луке                               | Витомирци, Пећ                        | 1912.                                                                  | Спаљена и оскрнављена августа 1999. |
| 70 | Црква Светог апостола Андреја Првозваног (Св. Илија)     | Подујево                              | 1929.                                                                  | Током Другог светског рата, Албанци су уништили кубе и цркву оскрнавили. Црква је обновљена 1971. Крајем 1999. црква је поново оскрнављена и спаљена.                                    |
| 71 | Црква Светих апостола Петра и Павла (Краљева црква)      | Горња Пакаштица, Подујево             | 1289. — Задужбина краља Милутина                                       | На темељима старе цркве је 1925. подигнута нова црква. Средином јуна 1999. црква бива оскрнављена, демолирана. Гробље око цркве је уништено.                                             |
| 72 | Параклис - капела                                        | Косовска Митровица                    | 1939. (на остацима старог црквишта)                                    | Скрнављена више пута и пре 1999. године. |
| 73 | Црква Светих апостола Петра и Павла                      | Исток                                 | 1929.                                                                  | Скрнављена и спаљена. |
| 74 | Црква Светог кнеза Лазара                                | Пискота                               | 1991—1994                                                              | Саграђена у српском гробљу. Албанци су 1999. уништили крст ан куполи, оскрнавили цркву и гробље, потом су цркву минирали и спалили парохијски дом.                                       |
| 75 | Црква Светог Николе                                      | Поповљани, Сува Река                  | 1626.                                                                  | Црква је имала дивне фреске. Августа 1999. прво је црква опљачкана, оскрнављена и демолирана, као и гробље.                                                                              |
| 76 | Црква Светог Николе                                      | Штимље                                | 1926.                                                                  | Подигнута на темељима старе гробљанске цркве, половином јула 1999. оскрнављена и демолирана у близини британског КФОР-а.                                                                 |
| 77 | Црква Светог архангела Михаила                           | Штимље                                | 1920—1922                                                              | Иконостас је радио Урош Предић. Реновирана је 1977. Цркву су Албанци оскрнавили и запалили 1999. Фреске су уништене.                                                                     |
| 78 | Црква Светог Спаса                                       | Мушутиште                             |                                                                        | На почетку јула 1999. црква је опљачкана, осркнављена и спаљена. |
| 79 | Црква Свете Петке                                        | Мушутиште                             | 19. век                                                                | Црква је обновљена 1973. Црква је оскрнављена и запаљена крајем јуна 1999. |
| 80 | Црква Светог Илије                                       | Церница, Гњилане                      | 15. век                                                                | Црква је минирана 15. јануара 2000, док су припадници америчког КФОР-а били на 70 метара удаљености. Експлозија је уништила унутрашњост цркве и нанела штету на три суседне српске куће. |
| 81 | Црква Светог Николе                                      | Бањска, Вучитрн                       | 1346.                                                                  | Црква је прво оскрнављена и демолирана. На Савиндан 2000. је минирана, док су у близини били припадници КФОР-а из Арапских Емирата.                                                      |
| 82 | Црква Светог Николе                                      | Млечани, Клина                        | 16-17 век                                                              | Кров и део олтара Албанци су уништили 1999. |
| 83 | Црква Светог Николе                                      | Мушниково, Средачка жупа код Призрена | 16. век                                                                | Црква је минирана 4. септембра 2000. |
| 84 | Црква Светог Николе                                      | Гњилане                               | 20. век                                                                | Потпуно је минирана 8. фебруара 2001. |
| 85 | Црква Светог Николе                                      | Грнчар, Витина                        | 14. век                                                                | |
| 86 | Испосница манастира Високи Дечани                        | Дечани                                | 14. век                                                                | |
| 87 | Црква Пресвете Богородице                                | Дечани                                | 14. век                                                                | Крај манастира Високи Дечани. |
| 88 | Црква Свете Киријакије (Недеље)                          | Брњача, Ораховац                      | 1852.                                                                  | |
| 89 | Црква Светог Јована                                      | Леочина, Србица                       | 14. век                                                                | |
| 90 | Испосница Уљарица                                        | Клина                                 | 14. век                                                                | |
| 91 | Црква Свете Недеље                                       | Живињане, Призрен                     | 16. век                                                                | |
| 92 | Црква Светог Николе                                      | Оптеруша, Ораховац                    | 14. век                                                                | Обновљена 1934. |
| 93 | Црква Свете Петке                                        | Пећ                                   | 14. век                                                                | Обновљена 1912. |
| 94 | Црква Светих Козме и Дамјана                             | Поткаљаја, Призрен                    | 14. век                                                                | Обновљена у 19. веку. |
| 95 | Руговска испосница                                       | Пећ                                   | 13—14 век                                                              | |
| 96 | Испосница Светог Николе                                  | Призрен                               | 14. век                                                                | |
| 97 | Црква Светог архангела Михаила                           | Ракитница, Подујево                   | 14. век                                                                | |
| 98 | Црква Светог Николе                                      | Средска, Призрен                      | 15. век                                                                | Обновљена 1875. |
| 99 | Црква Светог Ђорђа                                       | Речане, Сува Река                     | 14. век                                                                | |
| 100 | Црква Светог Николе                                      | Сићево, Клина                         | 15. век                                                                | |
| 101 | Црква Светих апостола Петра и Павла (манастир Петровица) | Добра Вода, Клина                     | 13-14 век.                                                             | |
| 102 | Црква Светог Николе                                      | Чабић, Клина                          | 16. век                                                                | |
| 103 | Црква Светих Козме и Дамјана                             | Подграђе, Клина                       | 16. век                                                                | |
| 104 | Црква непознатог светог                                  | Пустеник, Качаник                     | 10—11 век                                                              | |
| 105 | Црква Свете тројице                                      | Српски Бабуш, Урошевац                | 20. век                                                                | |
| 106 | Црква Светог Димитрија                                   | Сушица, Грачаница                     | 18. век                                                                | |
| 107 | Црква Светог Јована Претече (Митрополија)                | Пећ                                   | 1982.                                                                  | |
| 108 | Црква Светог Николе                                      |                                       | 1830.                                                                  | Црква је обновљена 1830. Садржала је иконостас у дуборезу настао почетком 19. века. Више пута је нападана и каменована. Пархоијски дом поред цркве је каменован и спаљен.                |

## Познате личности

### Владари
- Лазар Хребељановић, српски владар који је предводио војску у Косовском боју
- Драгана Српска, супруга бугарске царице
- Племићка породица Мусић
- Јелена Балшић, српска племкиња
- Јован Драгослав, српски племић
- Младен, магнат и војвода
- Вук Бранковић, властелин земље Бранковића
- Ђурађ Бранковић, властелин земље Бранковића
- Мара Бранковић
- Катарина Бранковић
- Махмуд-паша Анђеловић, велики везир Османског царства

### Политичари
- Радивоје Милојковић, председник Владе Кнежевине Србије
- Душан Мугоша, председници Скупштине САП Косово и Метохија
- Илија Вакић, председник Извршног већа САП Косово и Метохија
- Богољуб Недељковић, председник Извршног већа САП Косово и Метохија
- Драган Томић, вршилац дужности председника Србије
- Александар Тијанић, министар информисања Србије и директор Радио-телевизије Србије
- Ивица Дачић, политичар, бивши председник Владе Србије
- Јоргованка Табаковић, гувернер Народне банке Србије
- Горан Свилановић, министар спољних послова Србије и Црне Горе
- Слободан Петровић, заменик премијера Косова*
- Александар Јаблановић, министар за заједнице и повратак Косова*
- Бранислав Грбић, министар за заједнице и повратак Косова*
- Далибор Јевтић, министар за заједнице и повратак Косова*
- Оливер Ивановић, државни секретар Министарства за Косово и Метохију
- Богољуб Карић, бизнисмен и политичар
- Владимир Добричанин, лекар и политичар, посланик у Скупштини Црне Горе
- Борислав Пелевић
- Драган Велић
- Радован Ничић
- Славиша Ристић

### Црквена лица
- Јоаникије II, Архиепископ пећки и први Патријарх српски
- Пајсије, Архиепископ пећки и Патријарх српски
- Викентије Поповић-Хаџилавић, први митрополит Карловачке митрополије
- Арсеније IIIIV Јовановић Шакабента, Архиепископ пећки и Патријарх српски
- Лазар Хиландарац, монах и часовничар који је изумео и направио први познати механички јавни сат у Русији
- Мартин Сегон, католички бискуп улцињски

### Војна лица
- Милош Обилић, витез у периоду најезде Османског царства
- Вук Исаковић, војни заповедник у аустријској служби за време аустријско-османских ратова
- Чолак Анта Симеоновић, војни командант и једна од најзначајнијих личности Првог српског устанка
- Вукајло Божовић, српски православни свештеник и револуционар који је учествовао у Балканским ратовима као командант одреда у Ибарском Колашину
- Џејк Алекс, српски амерички војник који је добио Медаљу части за службу у војсци САД током Првог светског рата
- Боро Вукмировић, један од организатора антифашистичког устанка на Косову
- Живко Гвоздић, командант у Балканским ратовима и Првом светском рату
- Коста Пећанац, четнички командант
- Лазар Кујунџић, четнички командант
- Сава Петровић-Грмија, четник
- Божидар Делић, генерал Војске Југославије
- Вељко Раденовић, генерал српске полиције
- Зоран Радосављевић, пилот
- Милан Мојсиловић, начелник Генералштаба Војске Србије

### Писци
- Старац Григорије, српски православни духовник и књижевник
- Марко Пећки, писац и песник
- Константин Михаиловић, аутор мемоара о свом јаничарском времену у војсци Османског царства.
- Димитрије Кантакузин, писац који је живео у 15. веку
- Владислав Граматик, православни монах, књижевник, историчар и теолог
- Григорије Божовић, књижевник
- Лазар Вучковић, песник
- Давид Албахари, српски јеврејски писац
- Даринка Јеврић, песникиња
- Дејан Стојановић, песник, писац и есејиста
- Оливера Оља Петровић, песник
- Новица Петковић, књижевник, професор и члан АНУРС-а
- Мошо Одаловић, песник

### Наука и образовање
- Глигорије Елезовић, историчар и члан Српске академије наука и уметности
- Атанасије Урошевић, географ и етнолог
- Радивоје Паповић, ректор Универзитета у Приштини
- Небојша Радуновић, професор акушерства и гинекологије на Медицинском факултету Универзитета у Београду и дописни члан Српске академије наука и уметности
- Марко Савић, пијаниста и професор Факултета уметности Универзитета у Приштини
- Анђелко Караферић, музичар, професор контрапункта и ванредни декан Факултета уметности Универзитета у Приштини
- Андријана Виденовић, глумица и ванредни професор Дикције на Факултету уметности Универзитета у Приштини
- Јасмина Новокмет, диригент, професор и бивши продекан Универзитета у Приштини
- Александра Трајковић, пијанисткиња, професорка клавира и шеф Катедре за клавир Универзитета у Приштини
- Томислав Трифић, графичар и декан Факултета уметности Универзитета у Приштини
- Бранибор Дебељковић, уметник, историчар и професор
- Слађана Ђурић, професор филозофије и социологије
- Зоран Кривокапић, хирург и универзитетски професор

### Уметност
- Светомир Арсић-Басара, вајар
- Бранибор Дебељковић, фотограф
- Александар Јоксимовић, модни креатор
- Трајко Стојановић Косовац, графичар, сликар, сценограф
- Слободан Трајковић, сликар
- Љуба Тадић
- Мира Ступица
- Драгослав Илић
- Драган Максимовић
- Миодраг Кривокапић
- Саша Пантић
- Милан Васић
- Предраг Васић
- Јордан Николић, интерпретатор народних песама са Косова и Метохије[163]
- Бранкица Васић Василиса, извођач традиционалних песама са Косова и Македоније
- Милица Милисављевић Дугалић, извођач народних песама са Косова
- Бора Спужић Квака, народни певач
- Драгица Радосављевић Цакана, народна певачица
- Викторија, певачица која је представљала Југославију на Песми Евровизије 1982. у оквиру Аске
- Ђани, народни певач
- Јана, народна певачица
- Тина Ивановић, народна певачица
- Слађа Делибашић, поп певачица и играчица
- Пеђа Меденица, поп-фолк певач
- Стефан Ђурић Раста, музичар
- Невена Божовић, поп певачица која је представљала Србију на Дечјој Песми Евровизије 2007, са бендом Моје 3 на Песми Евровизије 2013 и соло на Песми Евровизије 2019.

### Спорт
- Милутин Шошкић, фудбалер и олимпијски шампион
- Владимир Дурковић, фудбалер и олимпијски шампион
- Стеван Стојановић, фудбалски голман и шампион Купа Европе
- Горан Ђоровић, фудбалер
- Ранко Поповић, фудбалер и тренер
- Младен Додић, фудбалер и тренер
- Драгољуб Беквалац, фудбалер и тренер
- Дарко Спалевић, фудбалер
- Ненад Стојковић, фудбалер
- Никола Лазетић, фудбалер
- Милош Красић, фудбалер
- Милан Бишевац, фудбалер
- Миодраг Анђелковић, фудбалер
- Александар Чановић, фудбалер
- Мирослав Вулићевић, фудбалер
- Милош Остојић, фудбалер
- Милан Милановић, фудбалер
- Александар Палочевић, фудбалер
- Ђорђе Јовановић, фудбалер
- Сретен Мирковић, боксер и освајач сребрне медаље на Европском аматерском првенству
- Марко Симоновић, кошаркаш, освајач сребрне медаље на Олимпијским играма и Светском првенству
- Милош Бојовић, кошаркаш
- Миљана Бојовић, кошаркаш
- Бојан Крстовић, кошаркаш
- Дејан Мусли, кошаркаш
- Милена Рашић, одбојкашица, светска и европска шампионка, сребрна олимпијска медаља
- Васо Комненић, скакач у вис
- Дарко Радомировић, тркач
- Соња Столић, тркач
- Новак Ђоковић, тенисер
- Данијела Рундквист, шведска хокејашица, освајач две олимпијске медаље[165]
- Лука Дончић, словеначки кошаркаш, шампион Европе и Евролиге

### Други
- Сима Игуманов, трговац који се обогатио трговином дувана и уложио своје богатство у изградњу образовних објеката
- Богдан Раденковић, организатор Српске четничке организације и један од оснивача Црне руке
- Ђорђе Мартиновић, пољопривредник који је био у центру озлоглашеног инцидента у мају 1985.
- Звездан Јовановић, бивши припадник паравојске, командант ЈСО и осуђени злочинац
- Анђелка Томашевић, Мис Јунивес Србије 2014.
- Катарина Шулкић, Мис Србије 2015.